# Moldovka, Krasnodar
Moldovka (în rusă Молдовка) este localitatea de reședință a comunei Moldovka din raionul urban Adler al orașului Soci din ținutul Krasnodar, Rusia. Este situată pe malul drept al râului Mzîmta, la câțiva kilometri de Marea Neagră.

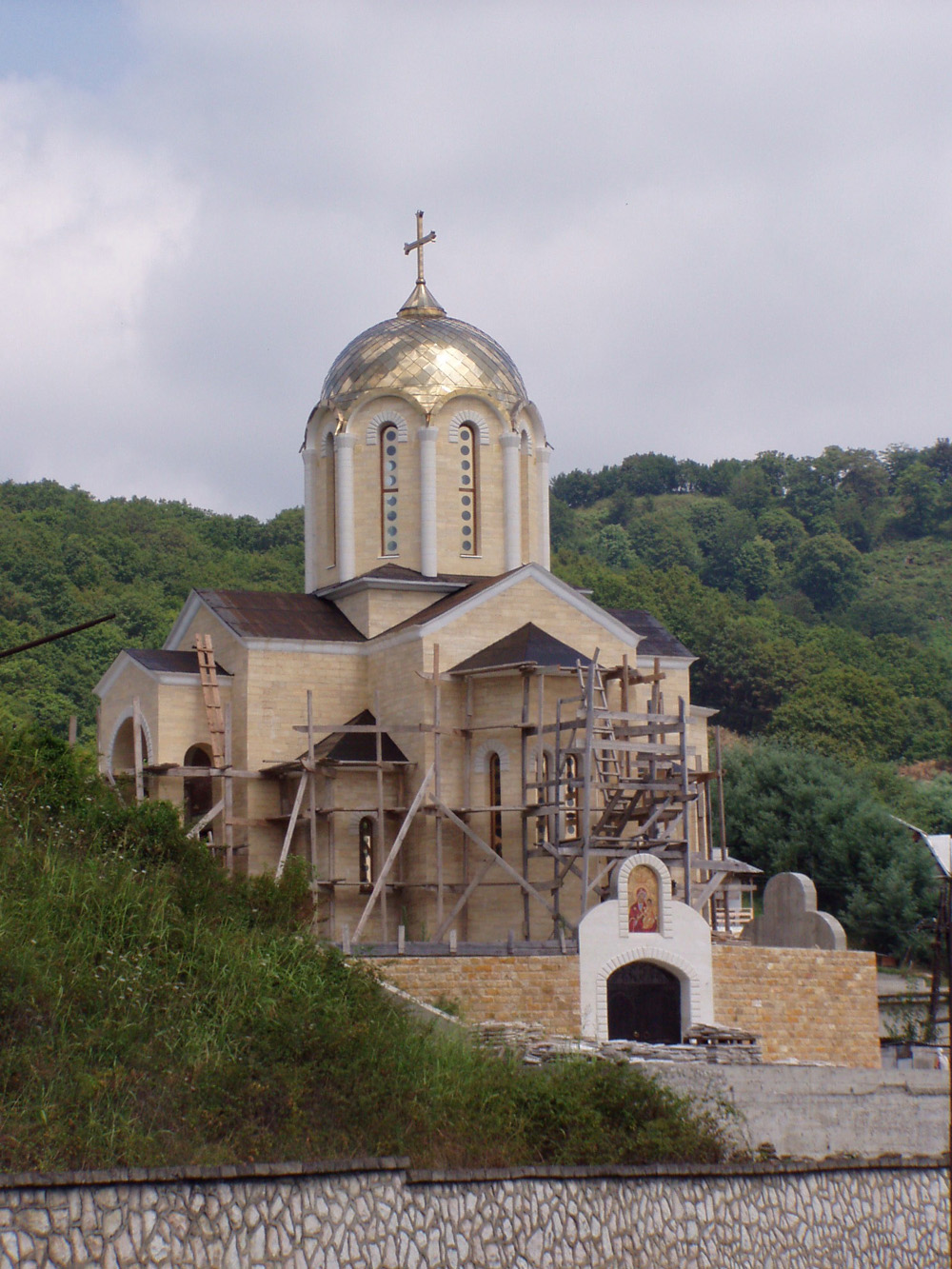
Biserica Sfântul Nicolai din localitate

## Etimologie
Denumirea satului se trage de la etnonimul moldoveni.

## Istorie
Satul a fost întemeiat în 1880 de 48 de familii relocate din gubernia Basarabia a Imperiului Rus. În 1941 pe teritoriul satului a fost construit Aeroportul de la Soci.

## Vezi și
- Moldavanskoe